# Carpathonesticus ljovuschkini
Carpathonesticus ljovuschkini is een spinnensoort in de taxonomische indeling van de holenspinnen (Nesticidae).
Het dier behoort tot het geslacht Carpathonesticus. De wetenschappelijke naam van de soort werd voor het eerst geldig gepubliceerd in 1965 door Pichka.